# Sant Salvador Saverdera
El cim de Sant Salvador Saverdera és una muntanya de l'Alt Empordà, entre els municipis de Palau-saverdera i la Selva de Mar. Al cim hi ha les restes del castell de Verdera.
Aquest cim està inclòs a la llistat dels 100 cims de la FEEC amb el nom de Castell Saverdera de 682 metres d'alçada.